# Pierre de Zittau
Pierre de Zittau (en tchèque : Petr Žitavský), né vers 1275 à Zittau et mort en 1339 à Zbraslav en  Bohême, est un écrivain et chroniqueur, abbé du monastère cistercien de Zbraslav (Aula Regia ; en allemand : Königsaal) près de Prague. Il tient une chronique des difficultés de succession à la couronne de Bohême et à l'accession de la nouvelle dynastie des Luxembourg sur le trône.

## Biographie

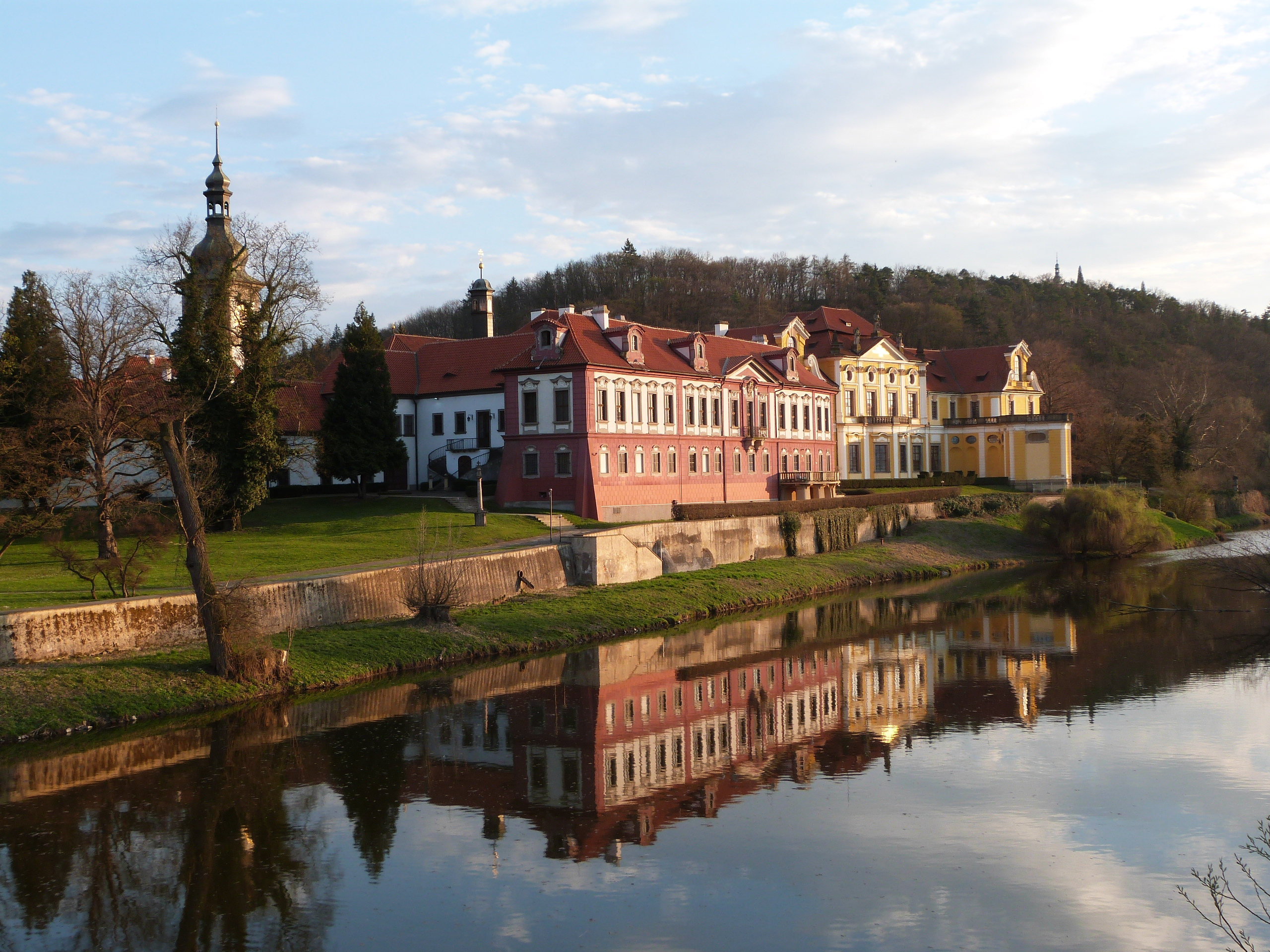
Le château de Zbraslav.

Né à Zittau en Haute-Lusace, à ce temps un fief en possession des rois de Bohême, il entra dans le monastère de Zbraslav entre 1297 et 1305. L'abbaye cistercienne, située au sud de Prague, a été fondée sous le nom latin d’Aula Regia (« salle du roi ») par Venceslas II de Bohême en 1292. Le roi appelait des moines de l'abbaye de Waldsassen en Bavière et de son abbaye-fille de Sedlec. Le monastère servait de sépulture de la dynastie des Přemyslides ; Pierre y participait aux funérailles de Venceslas II en 1305.
Dès 1309, il apparaît comme un chapelain et accompagnateur du premier abbé, Conrad d'Erfurt, avec lequel il s'est rendu au chapitre général cistercien à Cîteaux. En 1313, il accompagna l'empereur Henri VII de Luxembourg lors de son expédition romaine. Après que l'abbé Conrad s'était retiré de son second mandat en 1316, Pierre a été élu pour lui succéder. En tant que sépulture, le monastère a gardé des liens étroits avec les souverains de Bohême : en 1326, le corps du roi Venceslas III (mort en 1306) était transporté de la cathédrale Saint-Venceslas d'Olomouc à Zbraslav ; sa sœur Élisabeth (1292-1330) y fut enterrée en 1330.
Pierre de Zittau est surtout connu pour la Chronique de Zbraslav (Chronicon Aulae regiae), commencée par son prédécesseur Otton de Thuringe, un témoignage historique important de Bohême au Moyen-Âge tardif. Son œuvre contient la biographie du roi Venceslas II, une description des circonstances de l'extinction des Přemyslides, et l'acquisition du royaume par Jean de Luxembourg, fils de l'empereur Henri VII. La chronique en latin médiéval atteint aussi une valeur littéraire très élevée. Elle constitue également la source la plus ancienne mentionnant la bataille de Morgarten en 1315, un prototype de l'histoire médiévale suisse.